# 포장 (음식점)

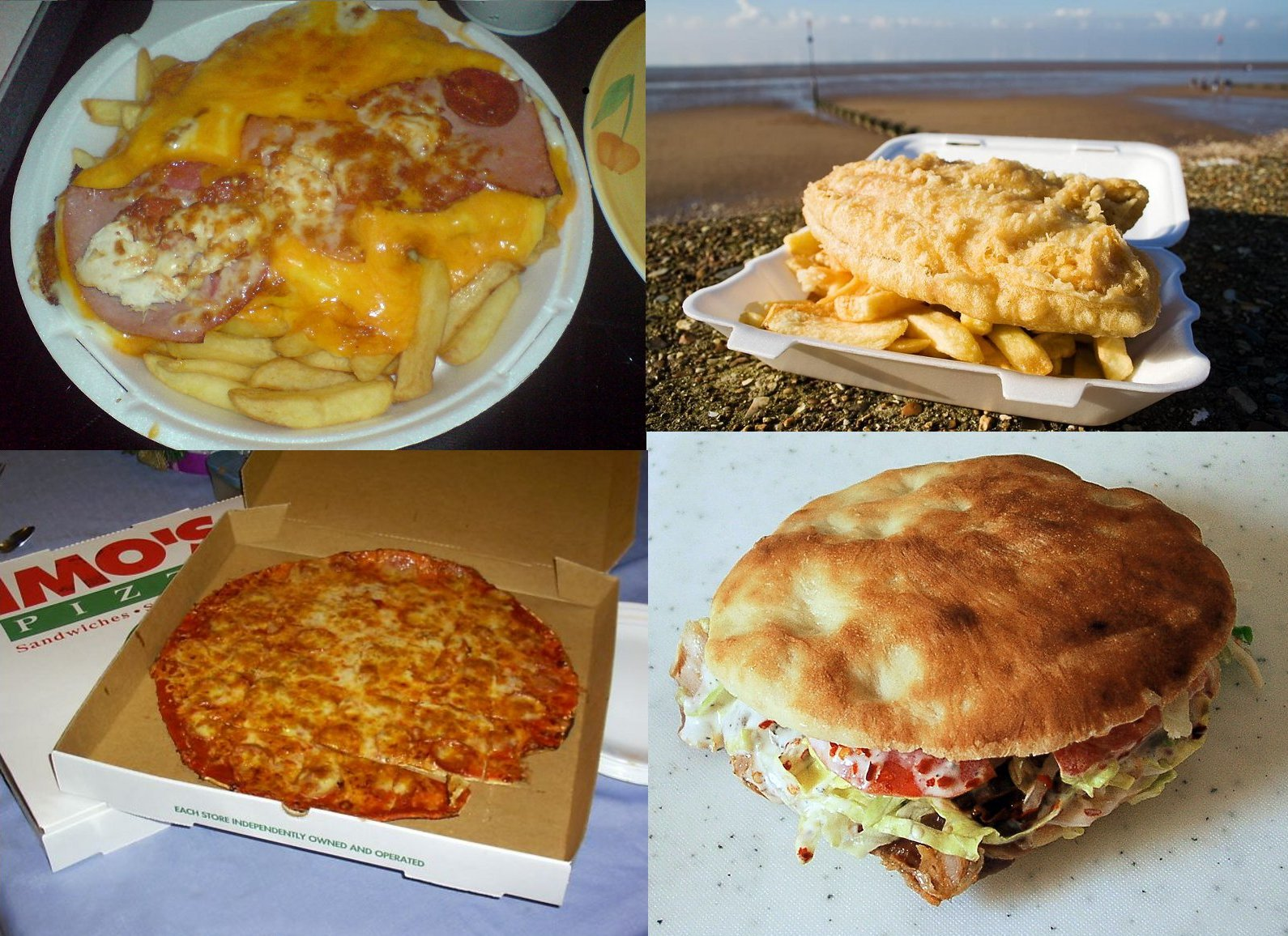
왼쪽 위에서 시계 방향으로: 영국 스톡턴-온-티즈의 고기 축제 파르모; 피쉬 앤 칩스; 도너 케밥; 피자 배달.

포장(包裝) 또는 테이크아웃(영어: take-out), 테이크어웨이(takeaway)는 음식점이나 패스트 푸드점에서 다른 곳에서 먹기 위해 구매하는 조리된 식사 또는 기타 식품을 의미한다. 많은 고대 문화에서 발견되는 개념으로, 포장 음식은 전 세계적으로 흔하며 다양한 요리와 음식을 제공한다.

## 이름
"테이크아웃"은 미국 영어 "take-out"에서 빌려온 말이다. 영국 영어에서는 "테이크어웨이(takeaway)라 부르며, 그 외에도 "투고(to-go)", "캐리아웃(carry-ou)", "그래브앤고(grab-n-go)" 등이 영어권 각지에서 쓰인다.
포장한 음식을 파는 곳을 포장 음식점, 테이크아웃 음식점으로 부르며, 포장한 음식은 포장 음식, 테이크아웃 음식으로 부른다.

## 역사

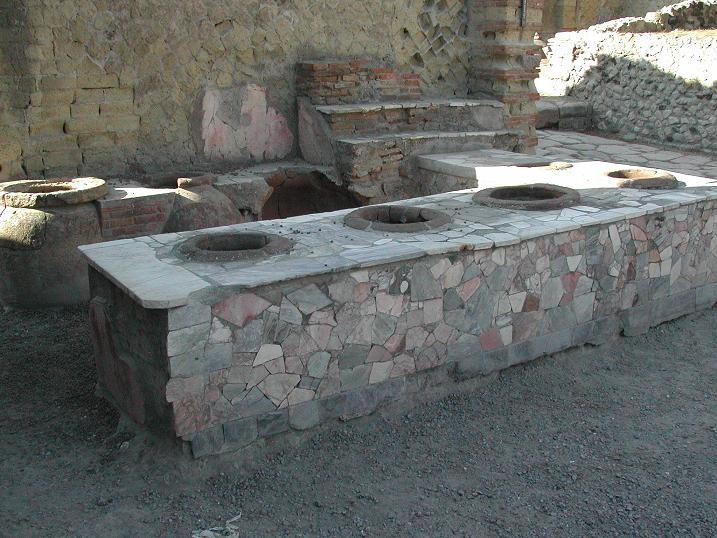
헤르쿨라네움의 테르모폴리움

다른 곳에서 먹을 수 있도록 조리된 식사라는 개념은 고대부터 존재했다. 고대 그리스와 로마에서는 음식을 파는 시장 노점과 길거리 노점이 흔했다. 폼페이에서 고고학자들은 길거리로 열린 서비스 카운터인 여러 테르모폴리움을 발견했는데, 이곳에서는 포장 음식을 제공했다. 폼페이 주택에는 정식 식사 공간이나 주방이 부족한 점이 두드러지며, 이는 집에서 식사를 하거나 적어도 요리하는 것이 드물었음을 시사할 수 있다. 폼페이 유적에서는 200개 이상의 테르모폴리움이 발견되었다.
중세 유럽의 도시에서는 많은 길거리 상인들이 포장 음식을 팔았다. 중세 런던에서는 길거리 상인들이 뜨거운 고기 파이, 거위, 양 발과 프랑스 포도주를 팔았고, 파리에서는 구운 고기, 비둘기, 타르트와 플란, 치즈와 달걀을 살 수 있었다. 사회의 많은 계층이 이 상인들로부터 음식을 구매했지만, 특히 도시 빈민들 사이에서 인기가 많았는데, 그들은 음식을 직접 준비할 주방 시설이 부족했기 때문이다. 그러나 이 상인들은 종종 감염된 고기나 재가열된 음식을 팔아 도시 당국으로부터 질책을 받아 평판이 좋지 않았다. 노리치의 요리사들은 종종 "천연두 파이"나 "악취 나는 고등어" 같은 것을 판 것에 대해 법정에서 자신을 변호해야 했다. 10세기와 11세기 중화인민공화국의 카이펑시와 항저우시와 같은 도시 시민들은 월병과 총유병과 같은 페이스트리를 포장해 갈 수 있었다. 13세기 초까지 카이펑시의 가장 성공적인 두 상점은 "50개가 넘는 오븐"을 가지고 있었다. 14세기 후반, 여행 중이던 피렌체인이 카이로에서는 사람들이 생가죽으로 만든 소풍용 천을 길거리에 깔고 길거리 상인에게서 산 양고기 케밥, 쌀과 프리터를 먹는다고 보고했다. 르네상스 튀르키예에서는 많은 교차로에서 회전구이한 닭고기와 양고기를 포함한 "향기로운 뜨거운 고기 한 입"을 파는 상인들이 있었다.
아즈텍 시장에는 옥수수 반죽으로 만든 죽인 아톨("그루엘")과 칠면조 고기, 래빗, 흙파는쥐류, 개구리목, 생선, 과일, 달걀, 옥수수 꽃 등 다양한 재료로 만든 거의 50가지 종류의 타말레를 파는 상인들이 있었다. 뿐만 아니라 곤충과 스튜도 팔았다. 스페인의 아메리카 식민지화 이후 페루에 밀, 사탕수수 및 가축을 포함한 유럽 식품이 수입된 후, 대부분의 일반인들은 주로 전통적인 식단을 계속했지만, 길거리 상인들이 파는 구운 쇠고기 심장을 추가했다. 리마의 19세기 길거리 상인 중 "에라스모, '흑인' 산고 상인"과 나 아게디타 같은 일부는 오늘날에도 기억되고 있다.

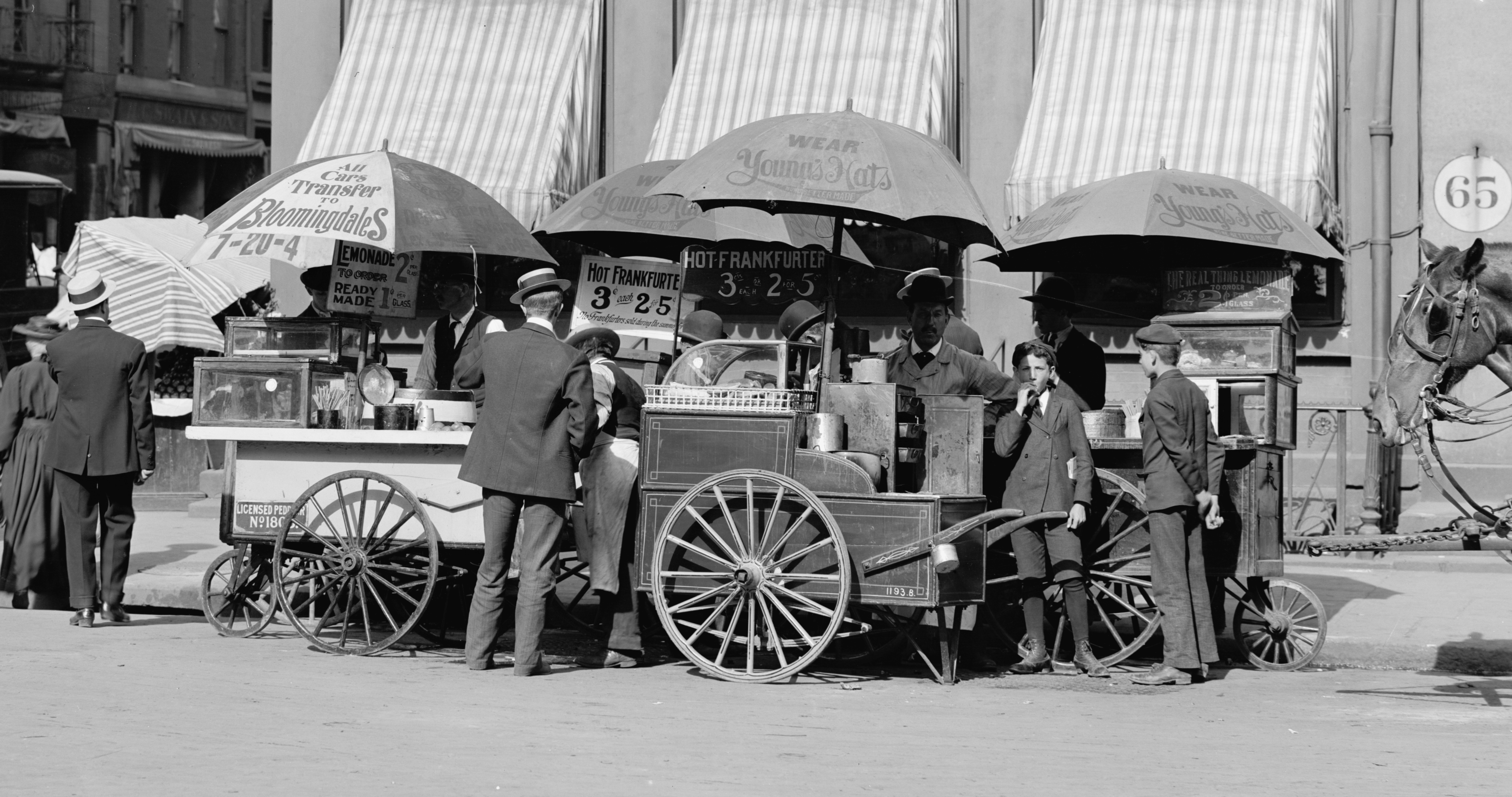
20세기 초 뉴욕의 길거리 음식 상인들

미국 식민지 시대 동안, 길거리 상인들은 "페퍼 팟"(트리프) "굴, 구운 옥수수 귀, 과일과 과자"를 팔았는데, 굴은 1910년대 남획으로 인해 가격이 오르기 전까지는 저렴한 상품이었다. 1707년, 운영 시간 제한이 있었던 이전의 규제 이후, 뉴욕에서는 길거리 음식 상인들이 금지되었다. 많은 아프리카계 미국인 여성들은 18세기와 19세기에 미국에서 길거리 음식을 팔아 생계를 유지했다. 서배너에서는 과일, 케이크와 견과류를, 뉴올리언스에서는 커피, 비스킷, 프랄린과 기타 과자를 팔았다. 19세기에 트란실바니아의 길거리 음식 상인들은 진저브레드 너트, 옥수수와 섞은 크림, 그리고 안에 뜨거운 석탄이 있는 세라믹 용기 위에 튀긴 베이컨과 다른 고기를 팔았다.
산업 혁명은 포장 음식의 가용성을 증가시켰다. 20세기 초까지 피시 앤드 칩스는 영국에서 "확고한 제도"로 여겨졌다. 아메리카에서는 이 무렵 햄버거가 도입되었다. 산업 노동자의 식단은 종종 형편없었고, 이 식사는 그들의 영양에 "중요한 구성 요소"를 제공했다. 인도에서는 19세기 말까지 현지 기업과 협동조합이 뭄바이 시의 노동자들에게 티핀 상자를 공급하기 시작했다.
코로나19 범유행으로 인해 많은 음식점이 실내 식사 공간을 폐쇄하고 포장만 제공하게 되었다.

## 사업 운영

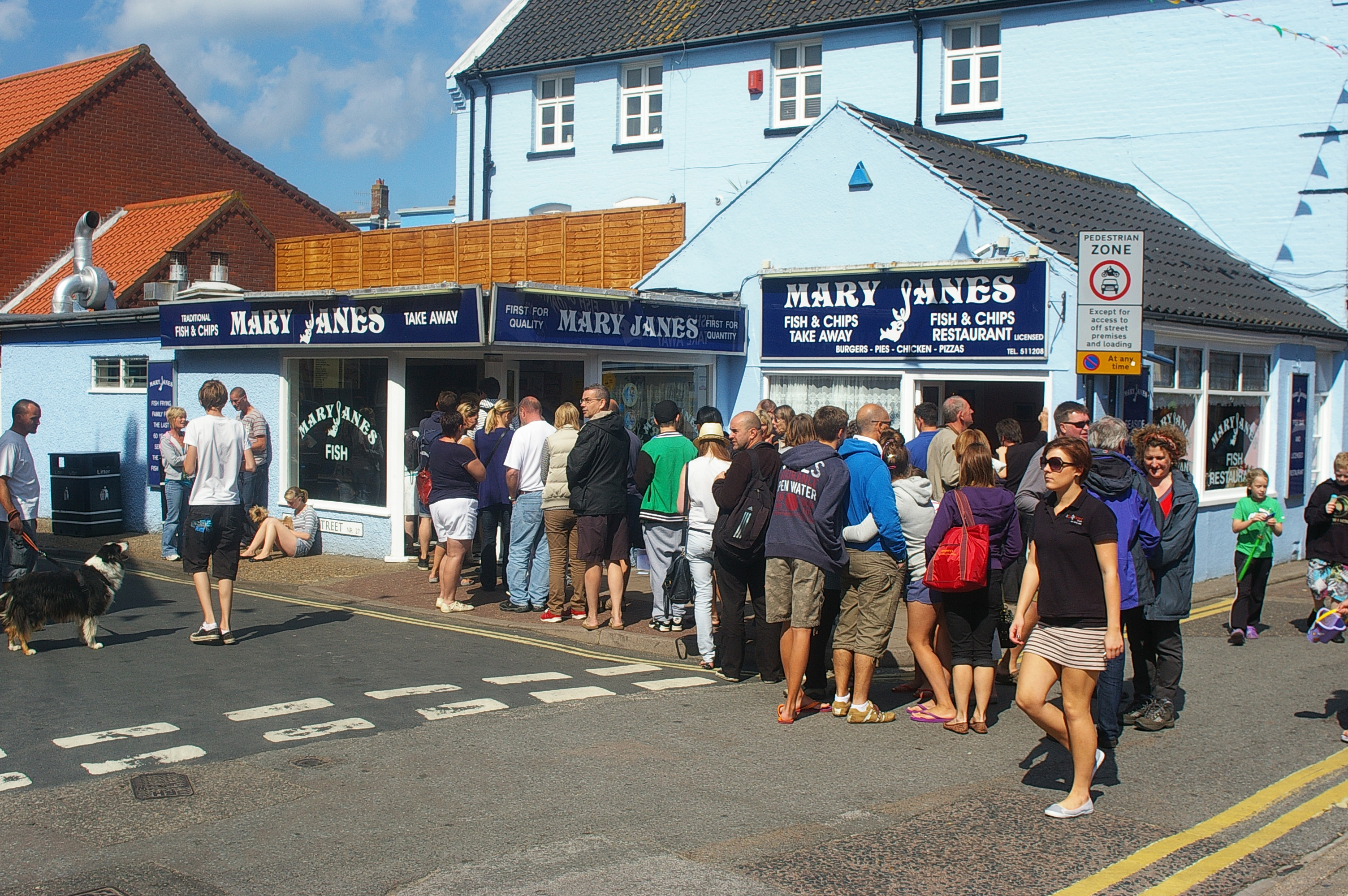
영국 피시 앤드 칩스 가게에서 포장 음식을 기다리는 손님들

포장 음식은 좌석 테이블 서비스를 제공하는 음식점이나 포장 전문점에서 구매할 수 있다. 포장 서비스를 제공하면 운영자는 식기, 접시 및 종업원과 호스트의 인건비를 절약할 수 있으며, 음식을 먹기 위해 머무는 것으로 판매를 제한하지 않고 많은 고객에게 신속하게 서비스를 제공할 수 있다.

### 길거리 음식

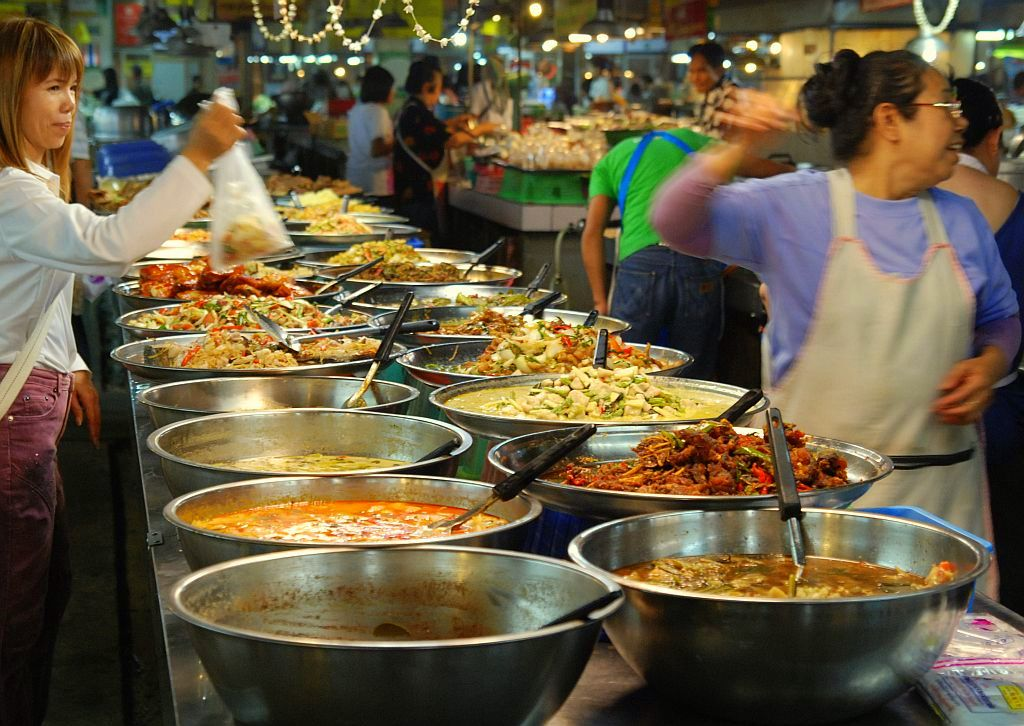
태국의 포장 음식을 파는 노점상

유럽과 아메리카에서는 한때 인기가 많았지만, 길거리 음식은 20세기에 인기가 시들해졌다. 부분적으로 이는 전문 포장 음식점의 확산과 건강 및 안전 관련 법규의 조합에 기인한다. 길거리 음식을 파는 상인들은 아시아, 아프리카 및 중동 일부 지역에서 여전히 흔하며, 방글라데시와 태국의 길거리 음식 상인들의 연간 매출은 지역 경제에 특히 중요하다고 묘사된다.

### 드라이브스루
미국에서는 많은 음식점과 포장 전문점이 고객이 차에서 내리지 않고 음식을 주문하고 결제하며 받을 수 있는 드라이브스루 또는 드라이브스루 매장을 제공한다. 이 아이디어는 1931년 캘리포니아 패스트 푸드점인 Pig Stand Number 21에서 처음 시작되었다. 1988년까지 맥도날드 매출의 51%가 드라이브스루에서 발생했으며, 1990년까지 모든 미국 포장 매출의 31%가 드라이브스루에서 발생했다.

### 음식 배달

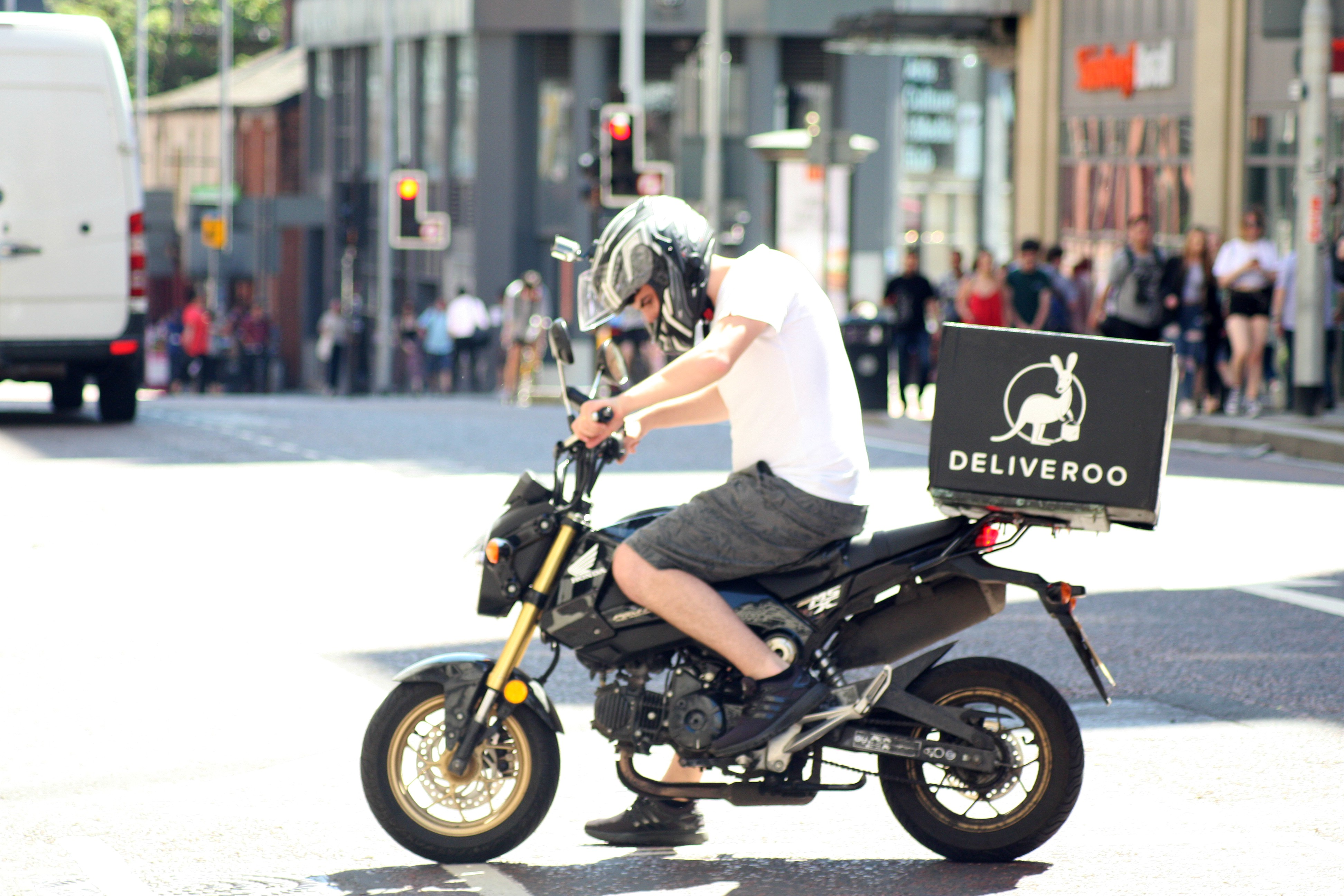
영국 맨체스터의 딜리버루 배달원

일부 포장 업체는 배달을 위해 조리된 음식을 제공하며, 이는 일반적으로 지역 음식점에 전화하거나 온라인으로 연락하여 이루어진다. 호주, 캐나다, 인도, 브라질, 일본, 유럽 연합의 대부분 국가 및 미국을 포함한 국가에서는 온라인 메뉴를 통해 음식을 주문한 다음 고객이 직접 수령하거나 음식점 또는 제3자 배달 서비스를 통해 배달받을 수 있다. 이 산업은 1980년대 개인용 컴퓨터의 등장부터 모바일 기기와 온라인 음식 주문 애플리케이션의 등장에 이르기까지 기술 발전과 보조를 맞춰왔다. 음식 배달을 위한 특수 컴퓨터 소프트웨어는 배달원의 가장 효율적인 경로를 결정하고, 주문 및 배달 시간을 추적하며, POS 소프트웨어로 전화 및 주문을 관리하는 등의 기능을 돕는다. 2008년부터는 범지구 위성 항법 시스템 추적 기술이 인터넷을 통해 고객이 배달 차량을 실시간으로 모니터링하는 데 사용되고 있다.

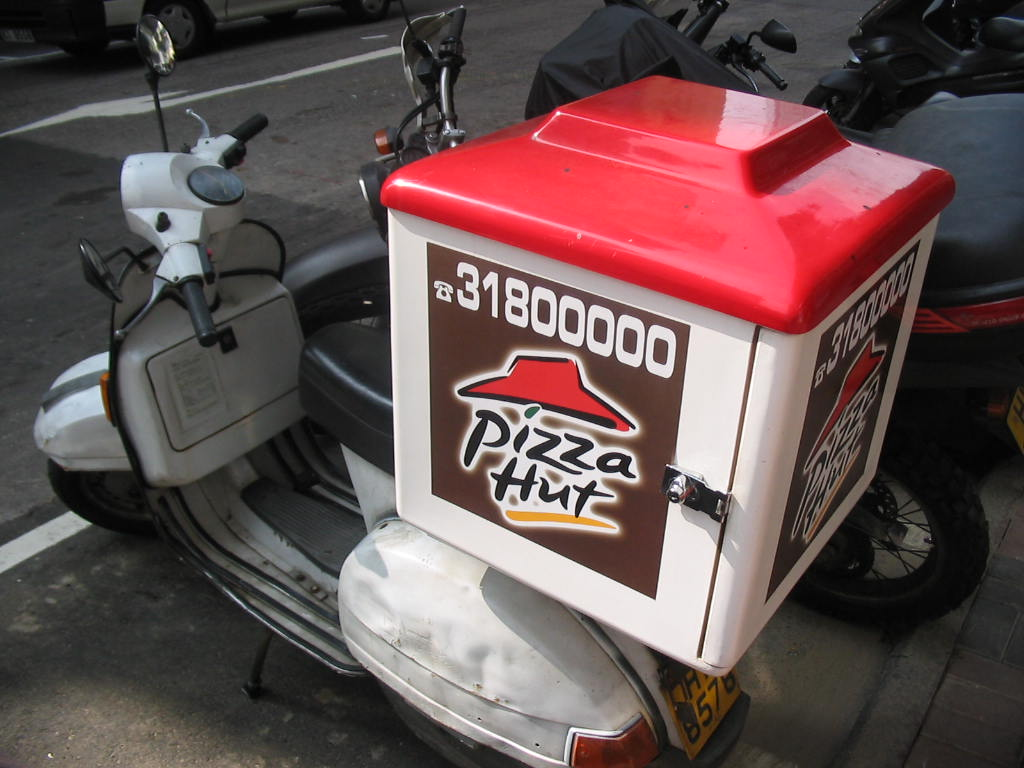
홍콩의 피자헛 피자 배달에 사용되는 브랜드 스쿠터.

음식점은 자체 배달 인력을 유지하거나, 음식점과 계약하여 음식 주문을 배달할 뿐만 아니라 마케팅 및 주문 접수 기술을 지원하는 제3자를 이용할 수 있다. 이 분야는 2000년대 후반 스마트폰과 모바일 기기에서 주문할 수 있는 앱의 확산과 함께 급격한 성장을 보였다. 2024년에는 미국과 유럽의 음식 배달 회사들이 총 200억 달러 이상의 운영 손실을 기록했다고 보도되었다. 따라서 딜리버루, 저스트 잇 테이크어웨이, 딜리버리히어로, 도어대시의 주식은 코로나19 범유행 기간 동안 달성한 가치보다 낮게 거래되었다.
일부 업체는 미리 정해진 시간 내에 배달을 보장하며, 늦게 배달될 경우 요금을 부과하지 않는다. 예를 들어, 도미노 피자는 1980년대와 1990년대 초 피자 배달 서비스에 대해 "30분 아니면 무료"라는 광고 캠페인을 진행했다. 이는 서두르는 배달 운전자에 의한 사고로 인해 발생하는 소송 건수 때문에 1993년 미국에서 중단되었다.

## 포장
포장 음식은 종이, 판지, 골판지, 플라스틱 또는 스티로폼 용기에 포장된다. 흔한 용기 중 하나는 접힌 형태의 왁스 처리 또는 플라스틱 코팅된 판지 용기인 오이스터 페일이다. 오이스터 페일은 특히 서방 세계에서 "중국식 테이크아웃"을 위해 빠르게 채택되었다.
영국에서는 1980년대 건강상의 이유로 금지되기 전까지 생선튀김과 감자튀김을 싸는 데 전통적으로 오래된 신문이 사용되었다. 많은 사람들이 이 전통적인 포장을 그리워한다. 일부 현대적인 피시 앤드 칩스 가게는 신문처럼 보이도록 인쇄된 식품 안전 종이인 모조 신문에 음식을 싸준다.
골판지와 스티로폼 용기는 어느 정도 자체 단열 기능을 가지고 있으며 다른 음식에도 사용할 수 있다. 보온가방 및 기타 단열 배송 용기는 음식을 더 오래 효과적으로 따뜻하게(또는 차갑게) 유지한다.
알루미늄 용기는 저렴한 비용 때문에 포장 용기로도 인기가 많다. 발포 폴리스티렌은 가볍고 단열성이 뛰어나 뜨거운 음료 용기 및 식품 트레이에 자주 사용된다.
모든 종류의 용기는 공급업체 정보와 디자인으로 생산되어 브랜드 정체성을 만들 수 있다.

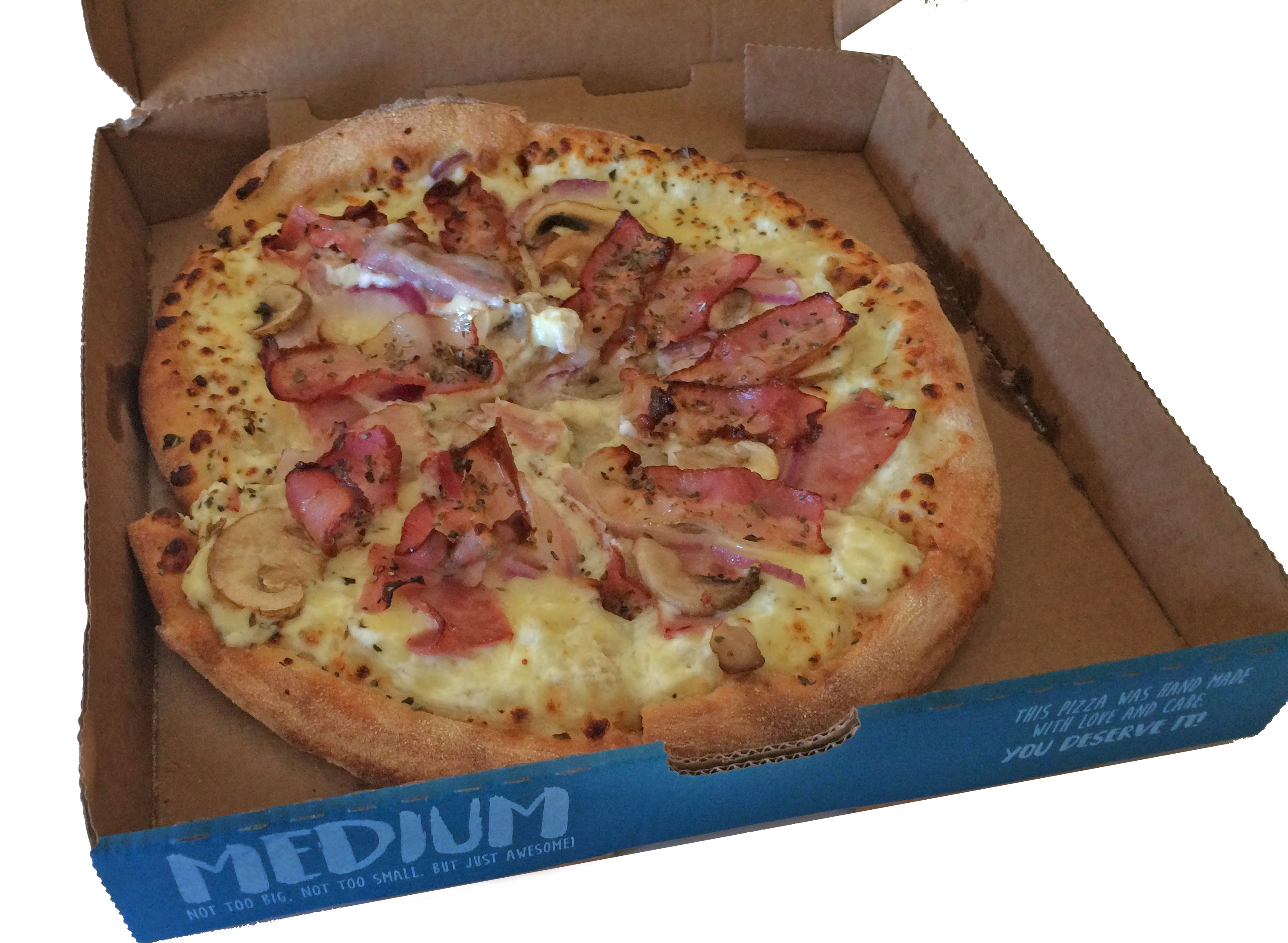
판지 상자에 담긴 피자.
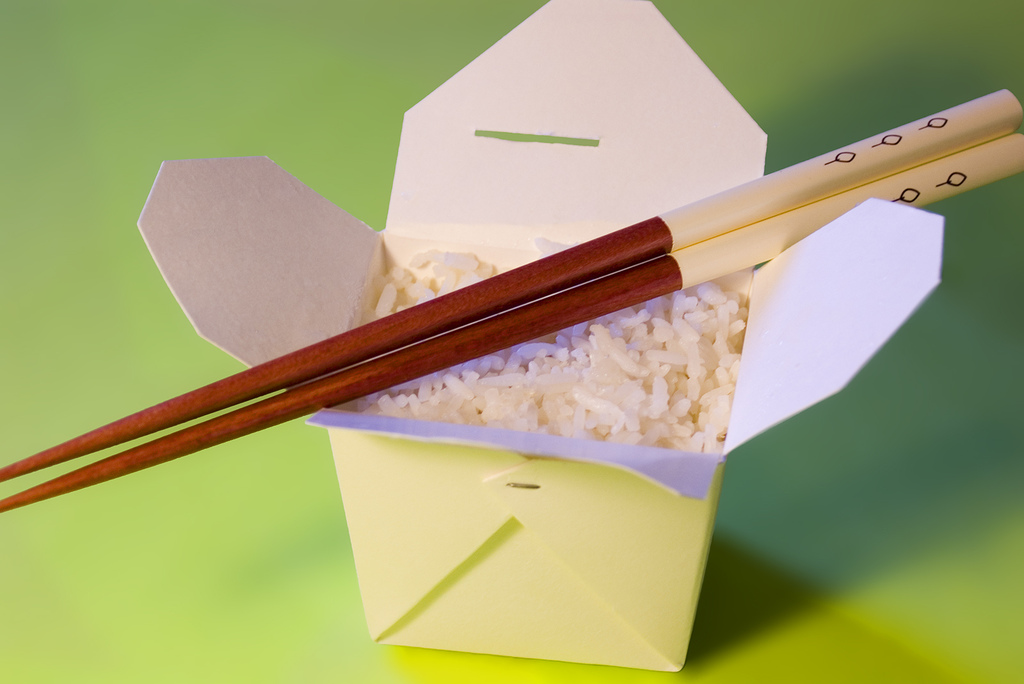
오이스터 페일에 담긴 밥.
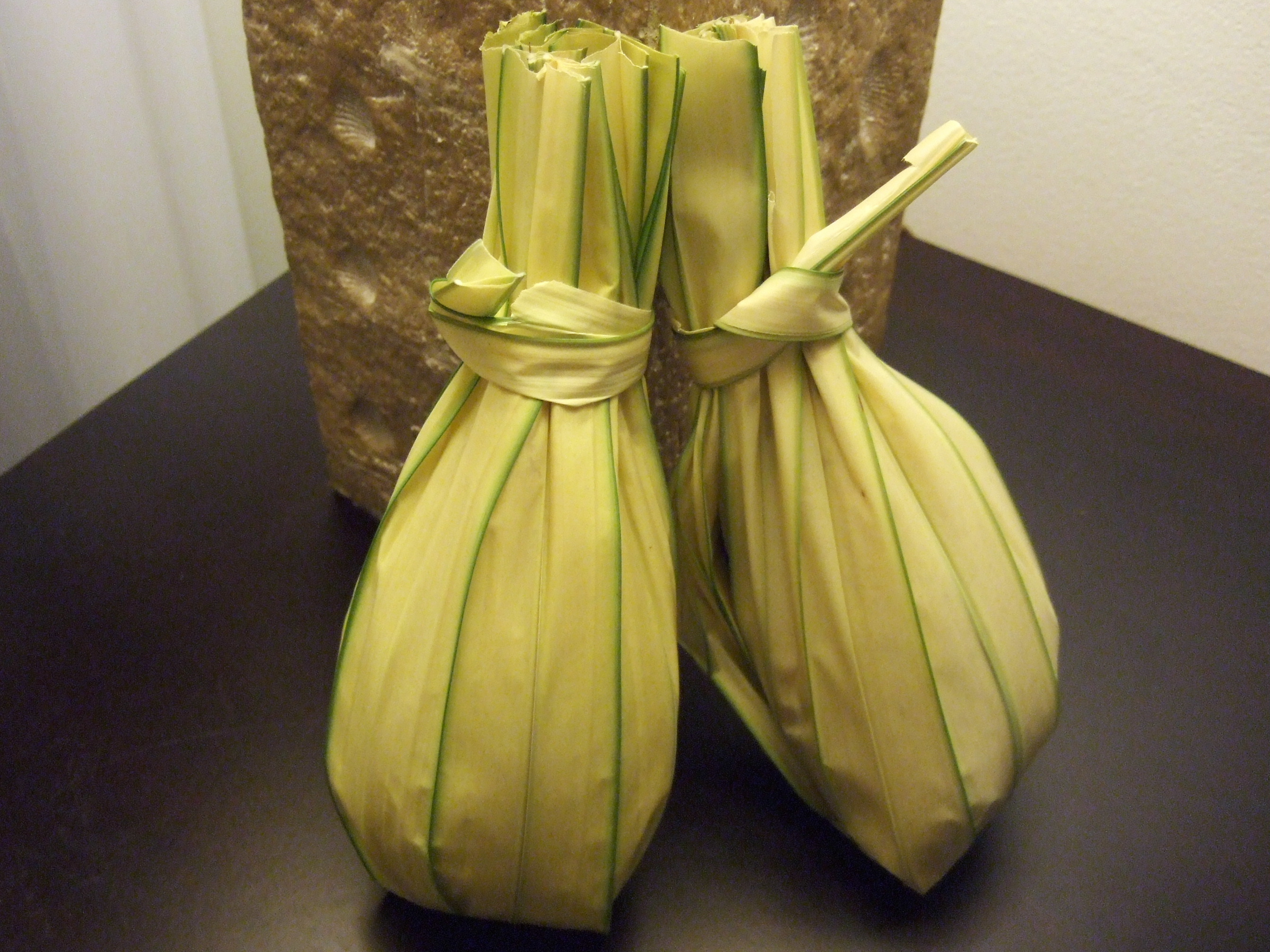
나뭇잎에 싸인 나시 쿠닝.
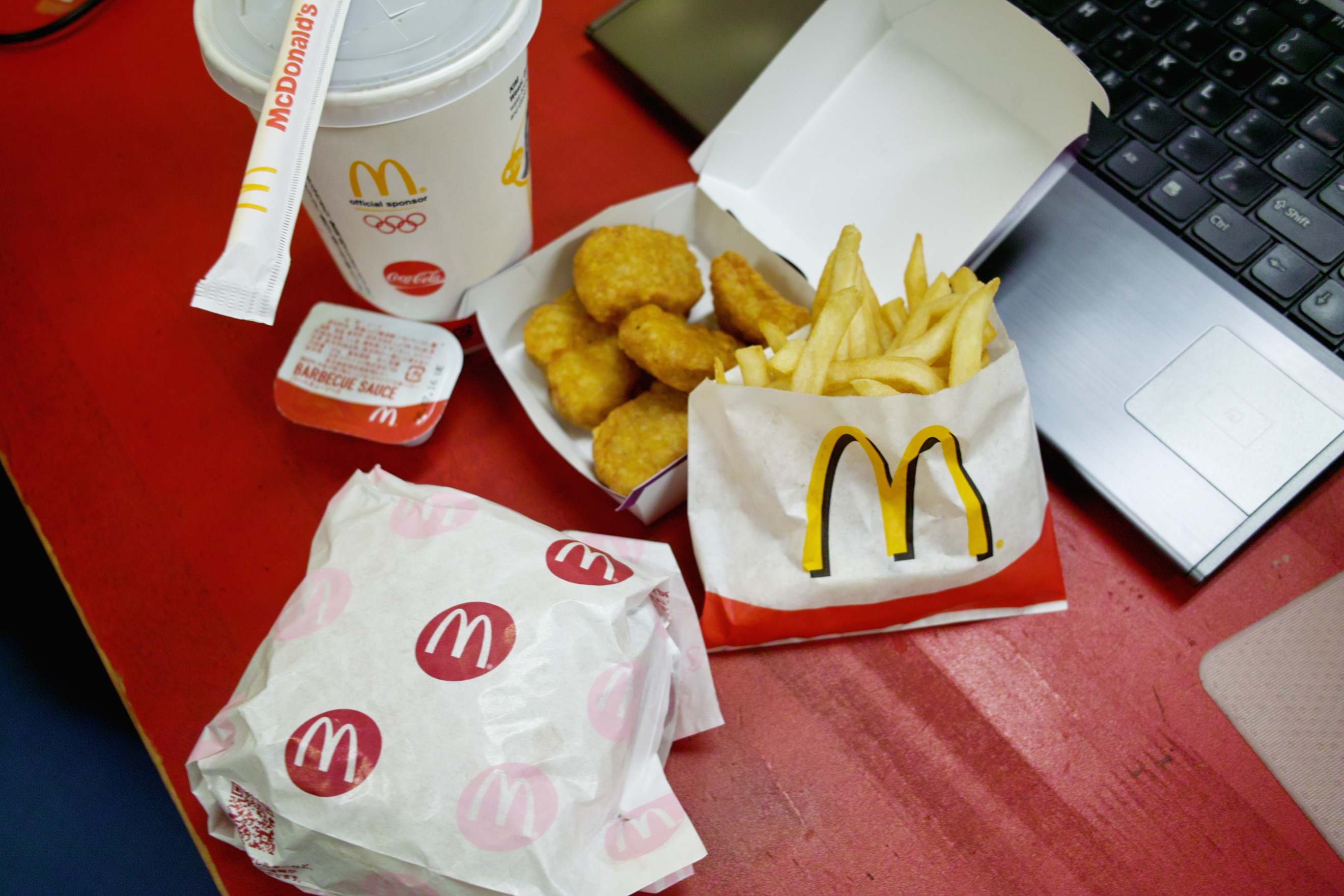
종이로 싸서 포장한 맥도날드 음식; 치킨 맥너겟, 감자튀김, 햄버거, 음료를 포함.
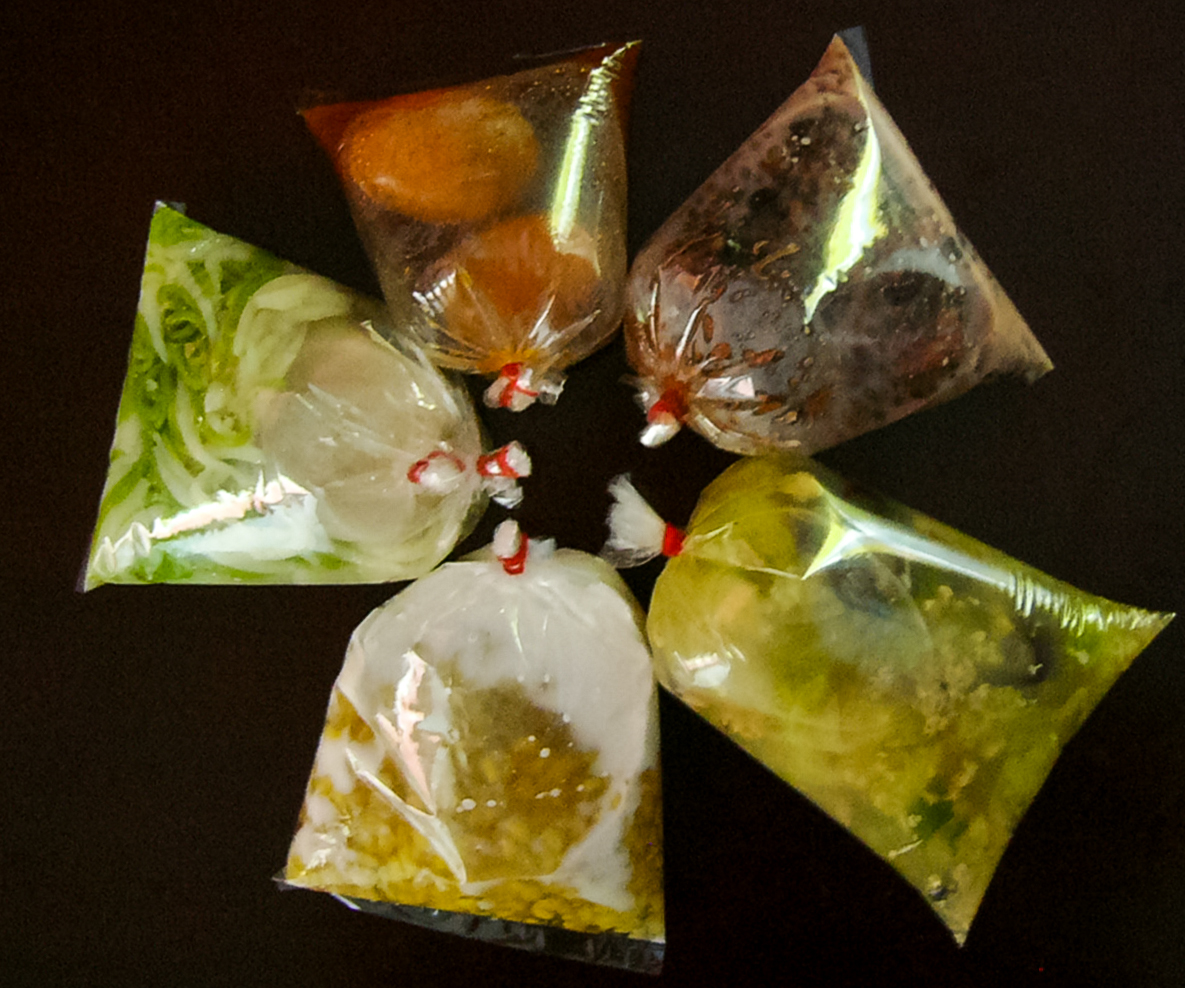
태국에서 포장 음식은 종종 비닐봉지에 담겨 제공된다.
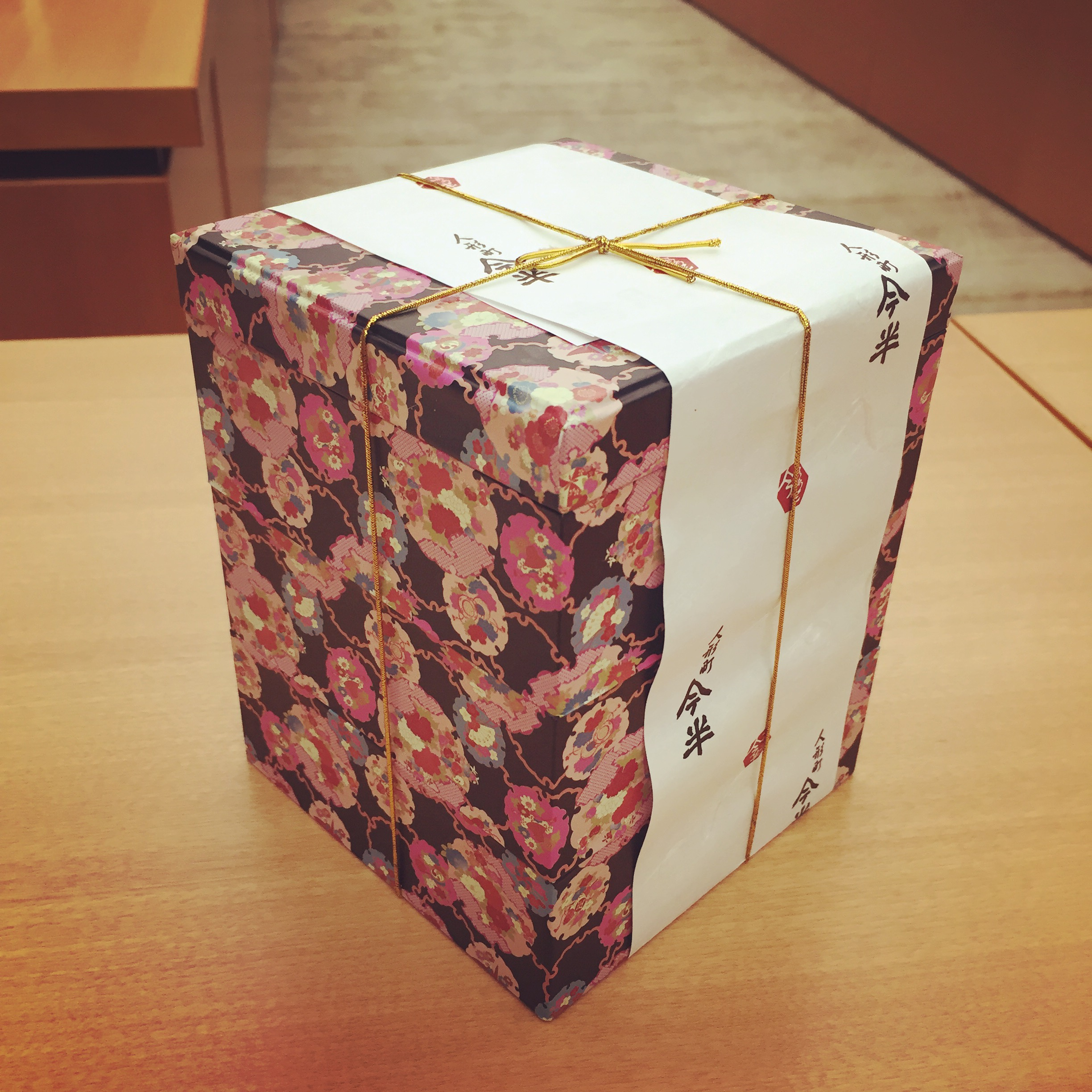
오리즈메 벤또
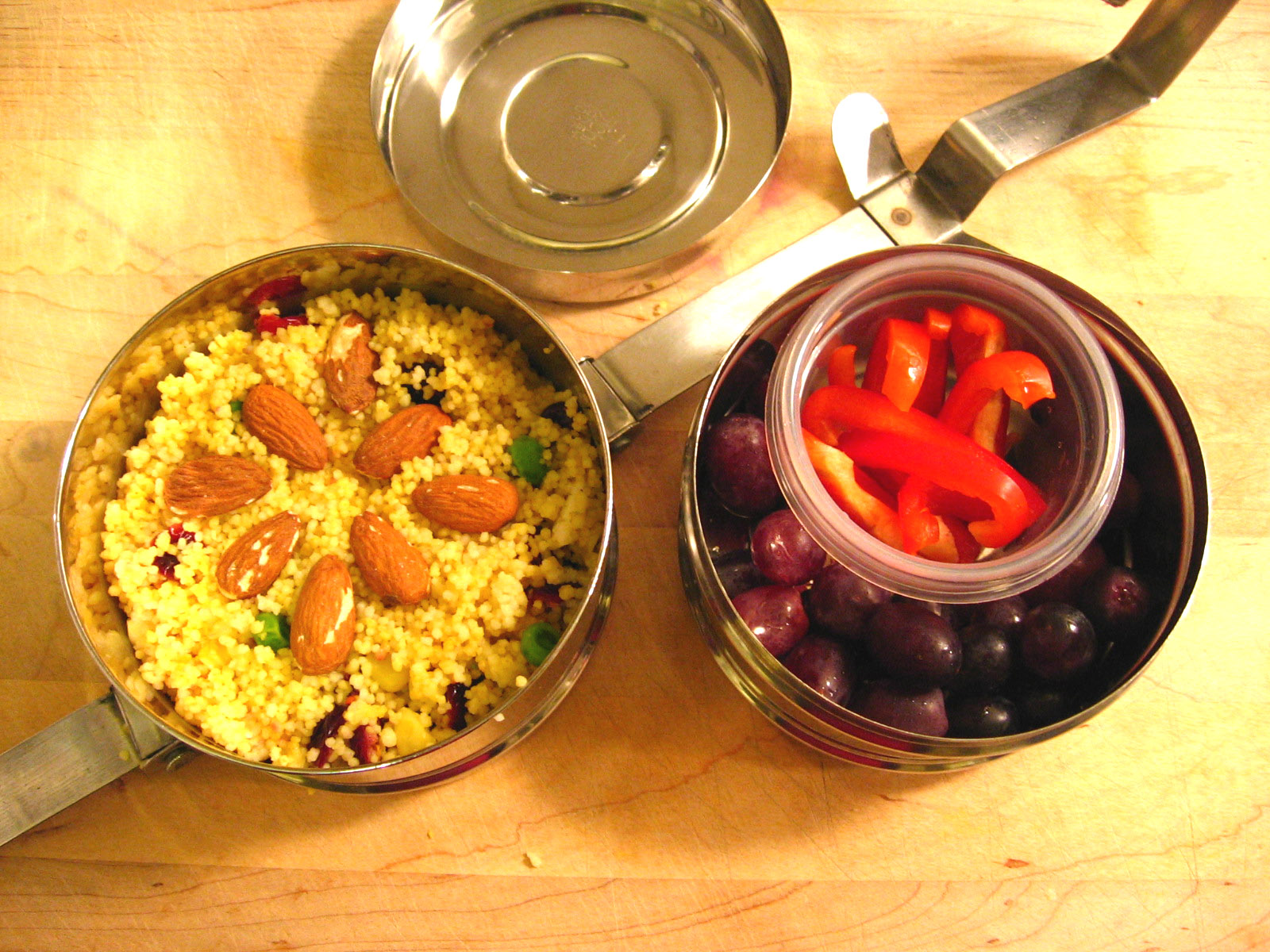
티핀 캐리어 또는 다바
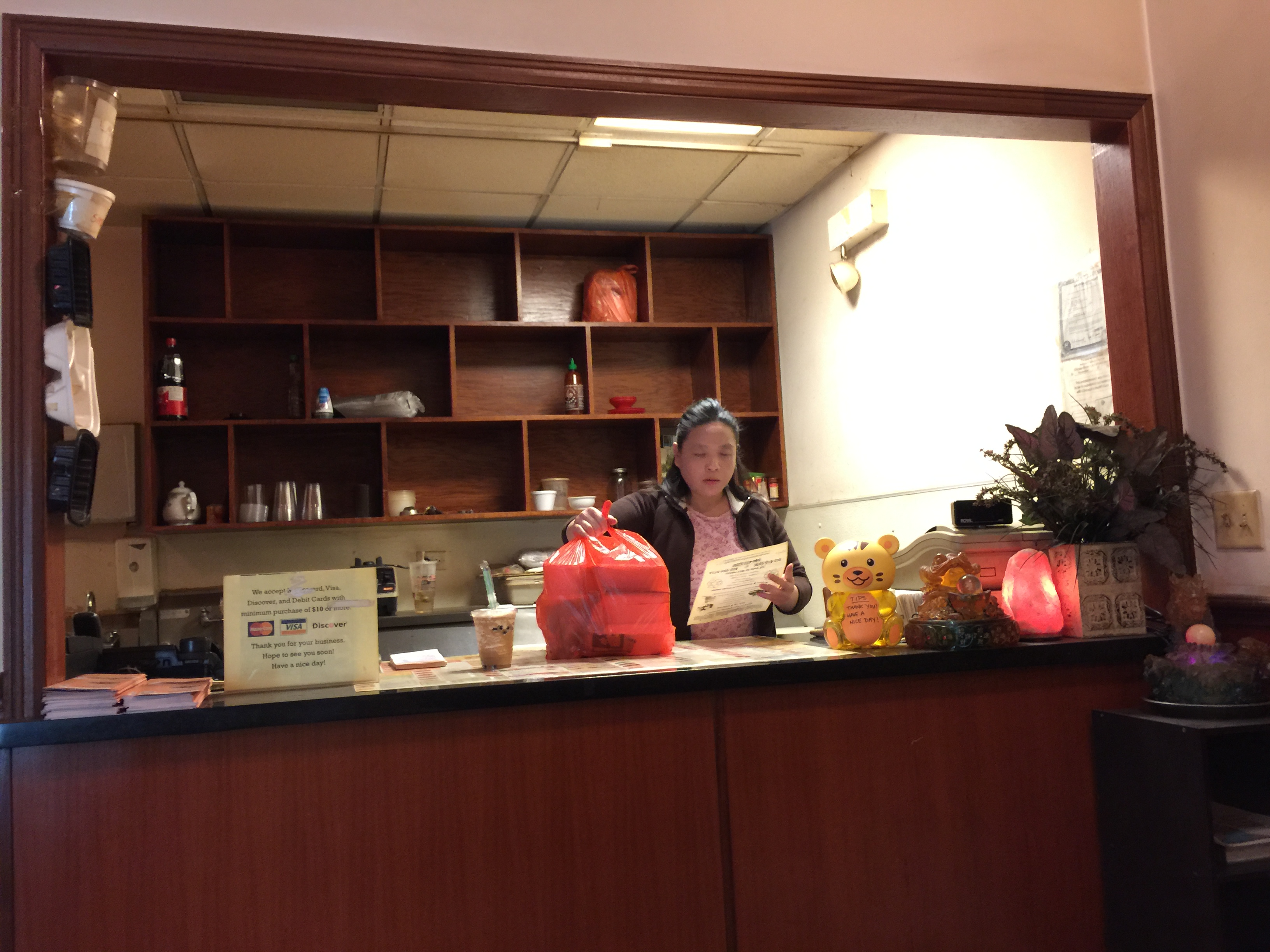
시카고 노스사이드 지역의 중국 음식점 카운터

## 일회용 식기 폐기물

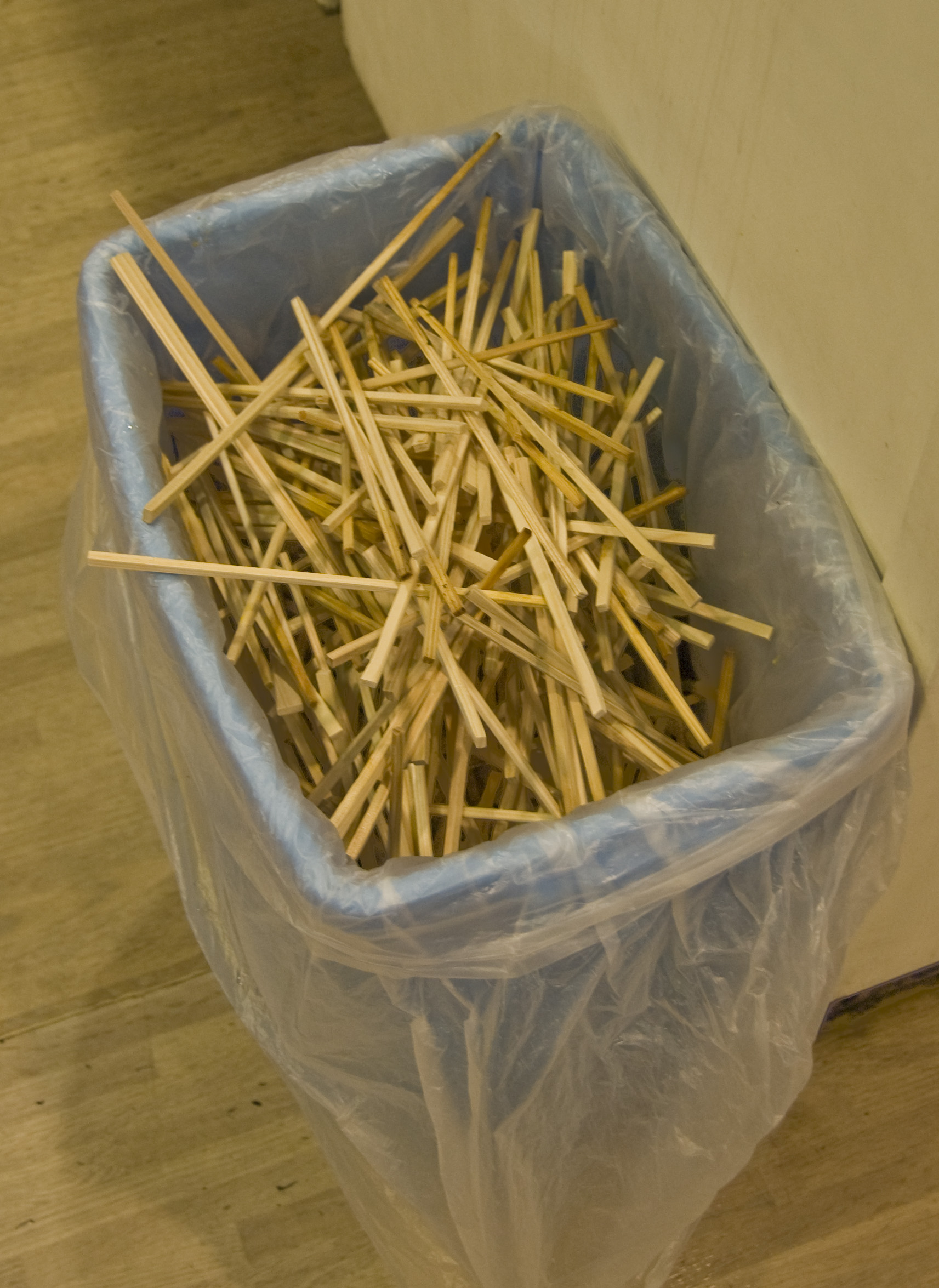
일본의 대학 카페테리아 쓰레기통에 버려진 일회용 젓가락

패스트푸드 및 포장 음식의 포장은 고객에게 필수적이지만, 매립지, 재활용, 퇴비화 또는 쓰레기로 버려지는 상당한 양의 재료를 포함한다. 패스트푸드용 스티로폼 용기는 미국의 환경론자들의 표적이 되었고, 대형 음식점 체인에서는 주로 종이 포장지로 대체되었다.
2002년 대만은 기관 및 기업에서 일회용 식기 사용을 줄이고 비닐 봉투 사용을 줄이기 위한 조치를 시작했다. 연간 1,770만 명의 인구가 59,000톤의 일회용 식기 폐기물과 105,000톤의 폐비닐 봉투를 생산하고 있었으며, 그 이후로 폐기물 양을 줄이기 위한 조치가 더욱 강화되었다. 2013년, 대만의 환경보호청(EPA)은 전국 968개 학교, 정부 기관 및 병원에서 일회용 식기 사용을 전면 금지했다. 이 금지 조치로 연간 2,600미터톤의 폐기물이 줄어들 것으로 예상되었다.
독일, 오스트리아, 스위스에서는 대규모 행사에서 일회용 식음료 용기 사용을 금지하는 법률이 제정되었다. 독일 뮌헨에서는 1991년부터 모든 도시 시설 및 행사에 적용되는 이러한 금지 조치가 시행되었다. 여기에는 매우 큰 행사(크리스마스 시장, 아우어 둘트 박람회, 옥토버페스트 및 뮌헨 시 마라톤)를 포함하여 모든 규모의 행사가 포함된다. 수백 명의 소규모 행사의 경우, 도시는 식기 및 식기세척기 장비 대여를 제공하는 기업을 마련했다. 부분적으로 이러한 규제를 통해 뮌헨은 수백만 명의 사람들이 방문하는 옥토버페스트에서 발생하는 폐기물을 1990년 11,000미터톤에서 1999년 550톤으로 줄였다.
중국은 인구 규모와 메이퇀, 어러머와 같은 음식 배달 앱의 급증하는 인기로 인해 포장 음식 포장 폐기물을 처리하거나 재활용하는 데 상당한 어려움을 겪고 있다. Resources, Conservation and Recycling에 발표된 2018년 연구에 따르면, 2017년 상반기에 중국 소비자들은 46억 건의 포장 음식을 주문하여 "상당한 환경 문제"를 야기했다. 이 연구의 저자들은 음식 배달로 인한 포장 폐기물이 2015년 20,000미터톤에서 2017년 150만 미터톤으로 증가했다고 추정했다. 2018년 메이퇀은 전년도 40억 건에서 64억 건 이상의 음식 배달을 기록했다고 보고했다.
중국에서 포장 및 배달 식사에는 나무나 대나무로 만든 일회용 젓가락이 포함되어 있어, 음식 배달의 증가는 중국의 숲에도 영향을 미친다. 중국은 연간 약 800억 쌍의 일회용 젓가락을 생산하며, 이는 20년 된 나무 2천만 그루에 해당한다. 약 45%는 나무(주로 목화나무, 자작나무, 가문비나무)로 만들어지며, 나머지는 대나무로 만들어진다. 일본은 연간 약 240억 쌍의 일회용품을 사용하며, 전 세계적으로 약 14억 명의 사람들이 추정되는 800억 쌍을 버린다. 2013년 일본에서 일회용 젓가락 한 쌍은 0.02달러였다. 재사용 가능한 젓가락 한 쌍은 1.17달러였으며, 각 쌍은 130번 사용할 수 있었다. 한 쌍당 1.17달러를 130번 사용하는 것으로 나누면 사용당 0.009달러(0.9센트)가 되어 일회용품 비용의 절반 미만이다. 여러 국가에서 이러한 폐기물을 줄이기 위한 캠페인이 어느 정도 효과를 보기 시작하고 있다.

## 같이 보기
- 배달 음식
- 피자 배달